# فابيان رينودو
فابيان رينودو (بالإسبانية: Fabián Rinaudo)‏ هو لاعب كرة قدم أرجنتيني في مركز الوسط، ولد في 8 مايو 1987 في آرمسترونغ ‏ في الأرجنتين. شارك مع منتخب الأرجنتين لكرة القدم. أما مع النوادي، فقد لعب مع بوكا جونيورز وجيمناسيا لابلاتا وسبورتينغ لشبونة ونادي كاتانيا.

## وصلات خارجية
- فابيان رينودو على موقع قاعدة بيانات كرة القدم.إي يو (الإنجليزية)
- فابيان رينودو على موقع ناشيونال فوتبول تيمز (الإنجليزية)
- فابيان رينودو على موقع Soccerway.com (الإنجليزية)
- فابيان رينودو على موقع عالم كرة القدم.نت (الإنجليزية)
- فابيان رينودو على موقع AS.com (الإسبانية)